# Pere Jordi Piella i Vilaregut
Pere Jordi Piella i Vilaregut (Ripoll, 1 de novembre de 1942) és un polític català, diputat al Parlament de Catalunya en la IV i V legislatures i alcalde de Ripoll.
Es graduà en enginyeria industrial química a l'Escola Universitària d'Enginyeria Tècnica de Terrassa i va obtenir un màster en direcció i organització d'empreses per la Universitat Politècnica de Catalunya. Afiliat a la UGT i a Convergència Socialista de Catalunya en 1975, fou secretari comarcal al Congrés de Cultura Catalana (1976-1977) i cofundador de l'Assemblea Democràtica de Ripoll. Després va ingressar al Partit Socialista de Catalunya-Congrés i d'ací al Partit dels Socialistes de Catalunya (PSC-PSOE).
A les eleccions municipals espanyoles de 1979 fou escollit alcalde de Ripoll, càrrec que va ocupar fins al 1993. De 1982 a 1987 fou vicepresident segon de la Diputació de Girona i de 1986 a 1993 president de la Mancomunitat del Ripollès.
Posteriorment va passar a coordinar la plataforma El Ripollès Existeix i fou elegit diputat a les eleccions al Parlament de Catalunya de 1992 i 1995. Ha estat vicepresident de la Comissió d'Agricultura, Ramaderia i Pesca del Parlament de Catalunya

## Obres
- BIT-Informàtica Administrativa i Comercial (1979)